# Béd
Béd (szlovákul: Bádice) község Szlovákiában, a Nyitrai kerületben, a Nyitrai járásban. Korábban Menyhebédszalakusz része.

## Fekvése
Nyitrától 12 km-re, északra található.

## Története

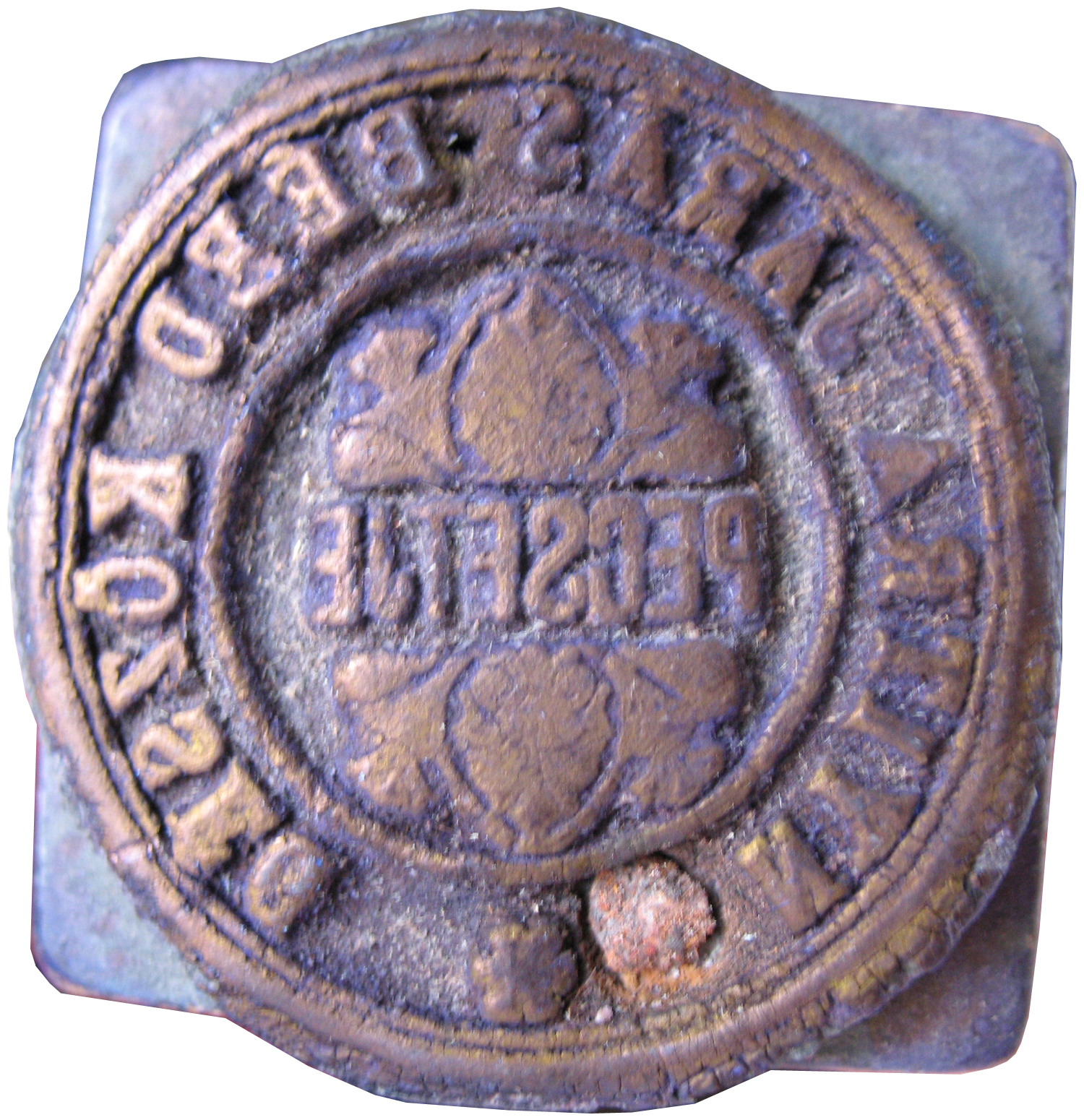

1235-ben történik rá utalás először, de írott forrás csak 1295-ben említi legkorábban "Beed" alakban. Neve valószínűleg személynévi eredetű. A nyitrai váruradalom része volt. 1369-ben Mihály mester felajánlotta az örökölt vizimalmot az elefánti pálosoknak. 1379-től az Elefánti és Deseő családoké, valamint a nyitrai püspökségé. Malma az elefánti pálosoké volt. A 16. században a Forgách, később a Bartakovich család birtoka. 1664-ben a török adóösszeírásban 28 fejadófizető szerepel 23 háztartásban. 1715-ben szőlőskertje és 13 háztartása létezett. 1751-ben 30 család élt a településen. 1828-ban 45 házában 316 lakos élt, akik főként mezőgazdasággal foglalkoztak.
Vályi András szerint: "BÉD. Beadice. Tót falu Nyitra Vármegyében, birtokosai több Uraságok, lakosai katolikusok, fekszik Szalakusznak szomszédságában, mellynek filiája. Határja közép termékenységű, réttyei jók, meglehetős vagyonnyaihoz képest második Osztálybéli."
Fényes Elek szerint: "Béd, magyar falu, Nyitra vgyében, Szalakuz filial., 304 kath., 10 zsidó lak. – Van termékeny földe, jó réte, erdeje. F. u. Bartakovics. Ut. p. Nyitra."
Nyitra vármegye monográfiája szerint: "Béd község a Zobor-hegytől északra fekszik. Tiszta magyar lakosainak száma 275, vallásuk r. kath. Postája Szalakusz, távirója N.-Appony, vasúti állomása Szomorfalu. Földesura a Bartakovich család volt."
A trianoni békeszerződésig Nyitra vármegye Nyitrai járásához tartozott.
1960-tól Menyhebédszalakusz része volt, 2002. december 13. óta újra önálló község.

## Népessége
| Év:            | 1994. | 2004. | 2014.   | 2024.    |
| -------------- | ----- | ----- | ------- | -------- |
| Emberek száma: | 0     | 337   | 320     | 399      |
| Eltérés:       |       | –     | -5,04 % | +24,68 % |

| Év:            | 2023. | 2024. |
| -------------- | ----- | ----- |
| Emberek száma: | 399   | 399   |
| Eltérés:       |       | +0 %  |

1880-ban 277 lakosából 246 magyar és 22 szlovák anyanyelvű volt.
1890-ben 275-en lakták: 263 magyar és 9 szlovák anyanyelvű volt.
1900-ban 334 lakosából 323 magyar és 9 szlovák anyanyelvű volt.
1910-ben 361-en lakták: 360 magyar és 1 szlovák anyanyelvű volt.
1919-ben 407 lakosából 398 magyar és 9 csehszlovák; ebből 406 római katolikus és 1 görögkatolikus vallású volt.
1930-ban 471 lakosából 435 magyar és 36 csehszlovák volt.
1991-ben Menyhebédszalakuszt 1476-an lakták: 1232 szlovák és 239 magyar.
2001-ben Menyhebédszalakusz 1395 lakosából 1256 szlovák és 123 magyar volt.
2011-ben 322 lakosából 293 szlovák, 15 magyar, 4 cseh és 10 ismeretlen nemzetiségű volt.
2021-ben 390 lakosából 368 szlovák, 7 (+5) magyar, 7 egyéb és 8 ismeretlen nemzetiségű volt.

## Neves személyek
- Itt született Turcsek J. Ferenc (František Turček) (1915-1977) zoológus.

## Nevezetességei

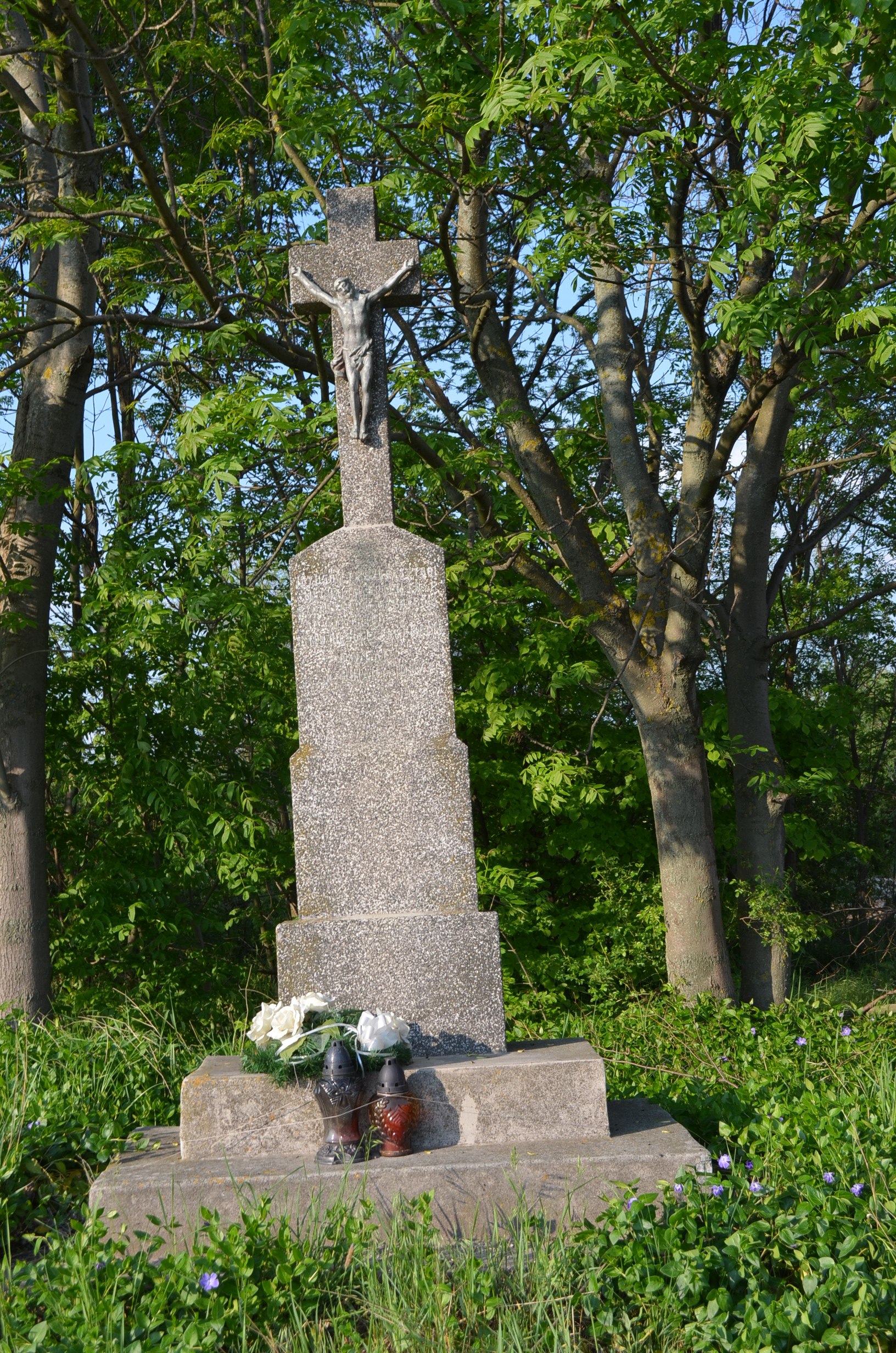
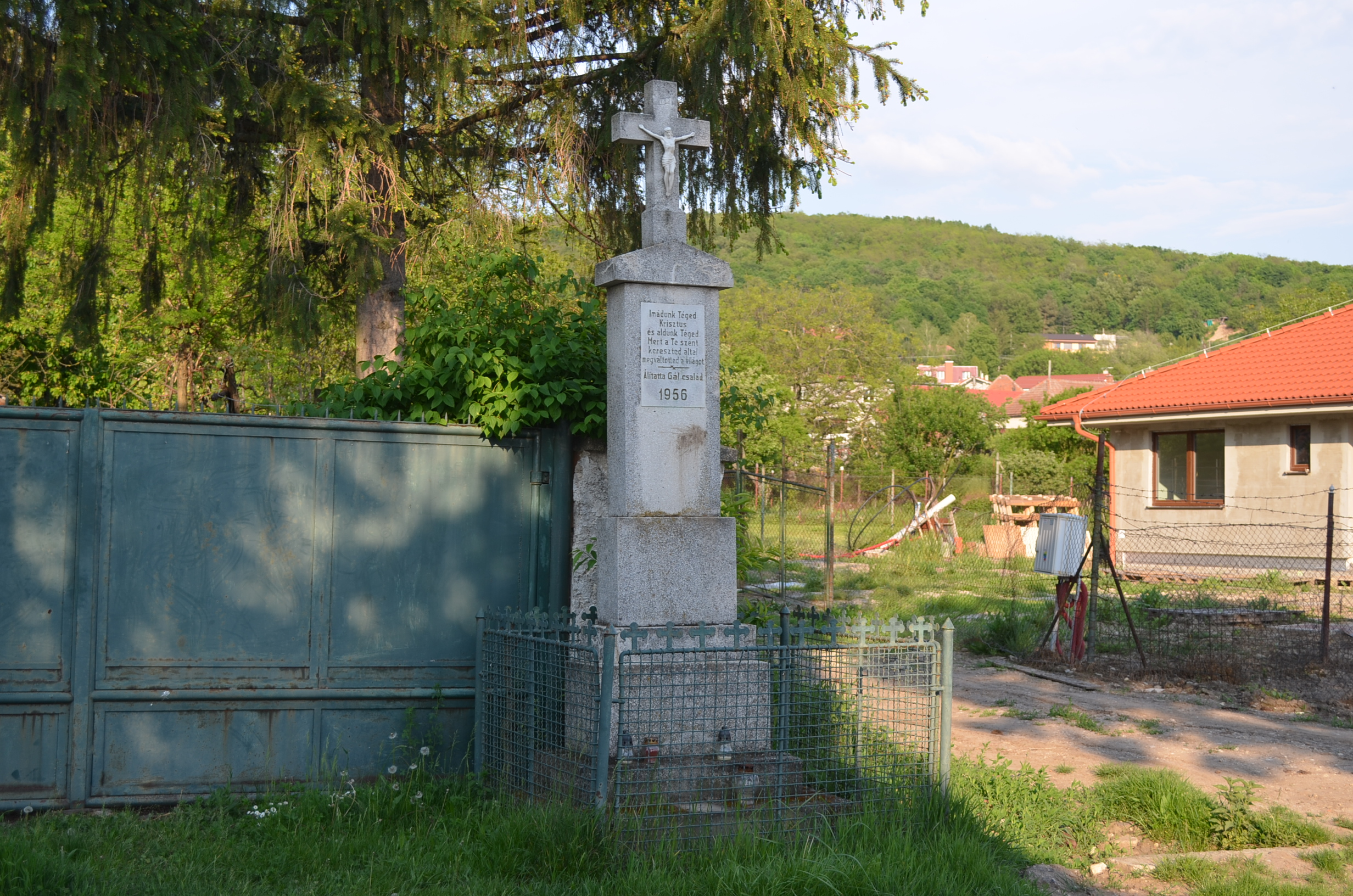
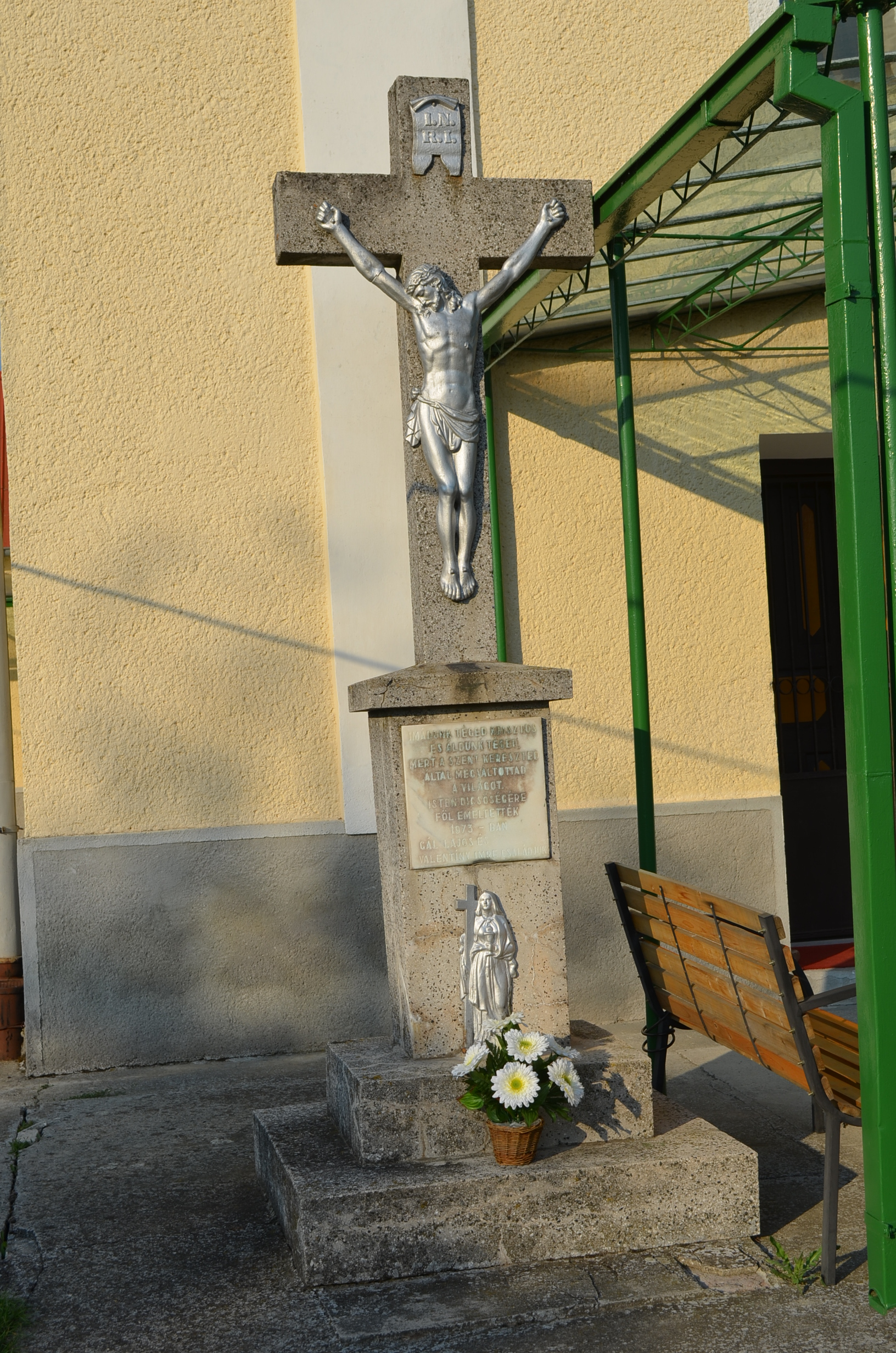
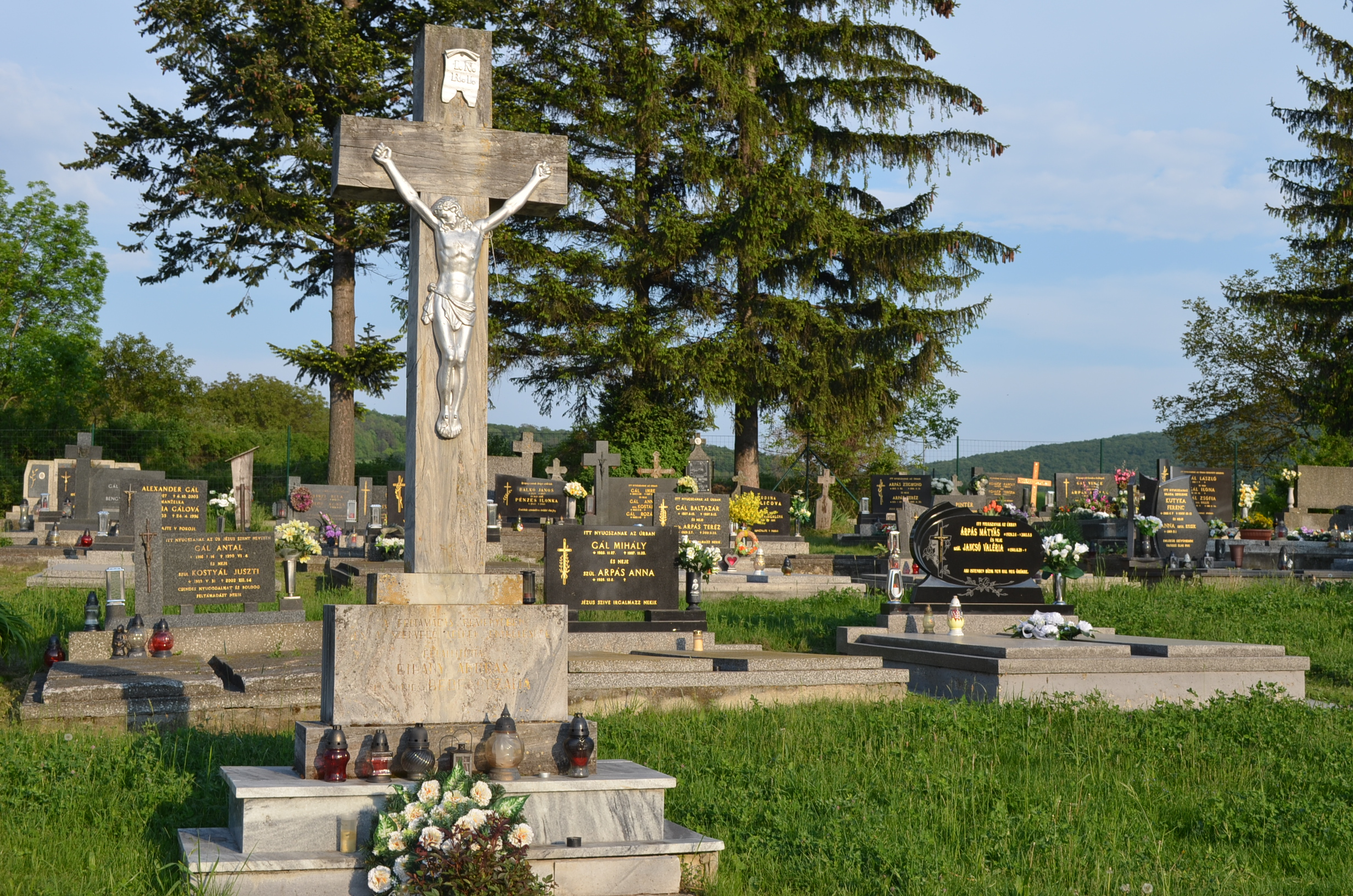
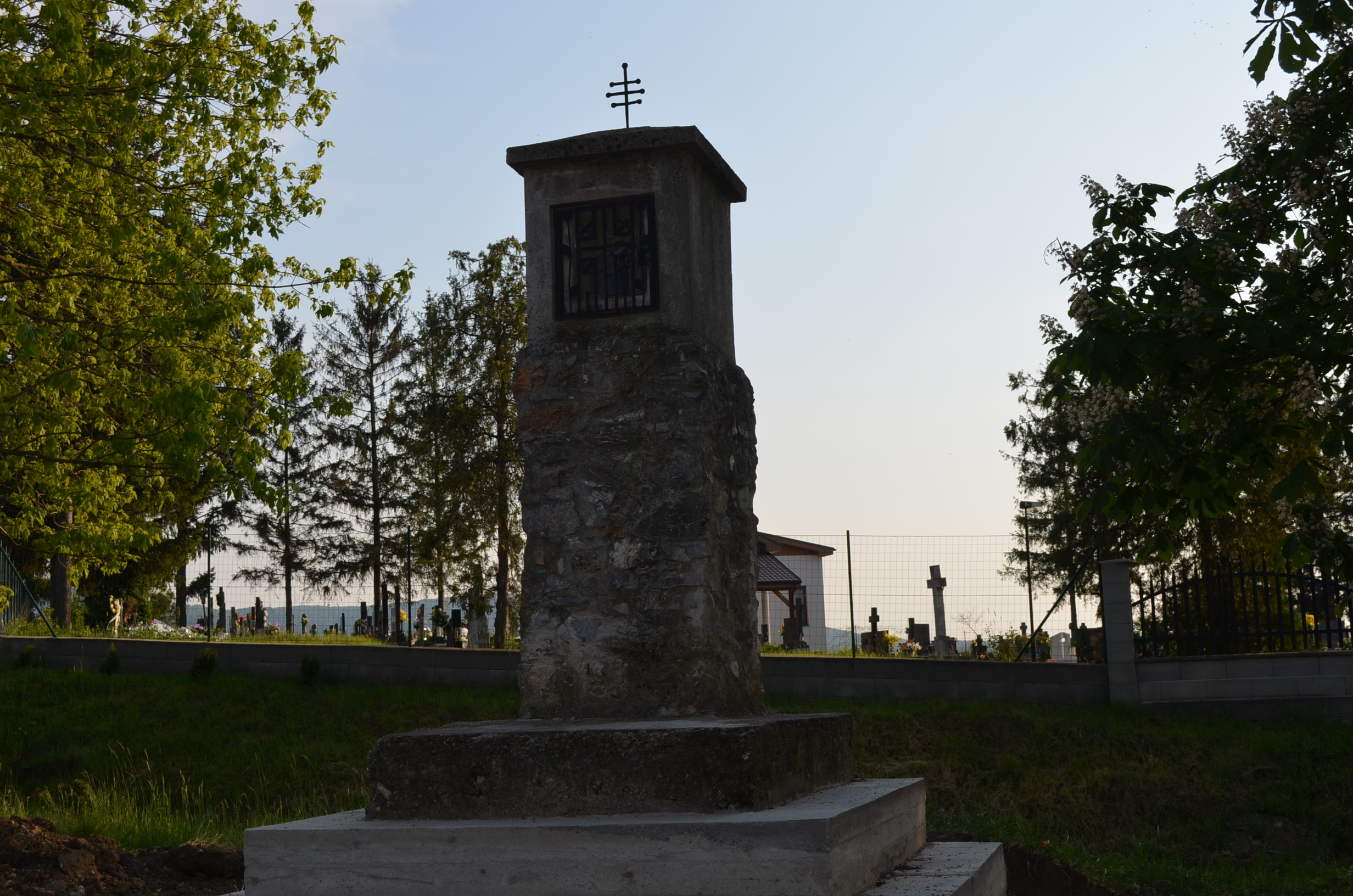

- Magyarok Nagyasszonya kápolna.